# Sofia av Pommern-Wolgast
Sofia av Pommern-Wolgast, född på 1300-talet, död före 21 augusti 1408, var titulärhertiginna av Gotland och innehade en maktposition där efter makens död 1397. Hon gifte sig 12-13 februari 1396 med hertig Erik Albrektsson, son till Sveriges avsatte kung Albrekt av Mecklenburg. 
Sofia var dotter till hertig Bogislav IV av Pommern-Wolgast. Hon följde med Erik till Gotland då han 1396 erövrade ön och tog makten över dess styrelse med vitalianernas hjälp och utnämnde sig till Gotlands regent med titeln hertig av Gotland. Paret var barnlöst. Då hon 26 juli 1397 blev änka utnämnde hon Sven Sture, en av vitalianernas allierade, till sin hövitsman på Gotland.
Sofia lämnade Gotland tillsammans med makens kusin hertig Johan av Mecklenburg och Sven Sture då Tyska orden erövrade Visby år 1398. Hon gifte om sig vid en okänd tidpunkt med furst Nicolas V av Werle-Waren och blev mor till en dotter, Jutta (Judith) av Werle (d. 1427).